# 케레타로주

케레타로 주

케레타로주(스페인어: Querétaro)는 멕시코 중북부에 위치한 주로 주도는 케레타로이며 면적은 11,699km2, 인구는 1,924,144명(2012년 기준), 인구 밀도는 160명/km2이다. 1823년 12월 23일에 신설되었으며 18개 지방 자치체를 관할한다. 북쪽으로는 산루이스포토시주, 서쪽으로는 과나후아토주, 동쪽으로는 이달고주, 남동쪽으로는 멕시코주, 남서쪽으로는 미초아칸주와 접한다.

주기
주 문장

## 인구
| 연도 | 인구      | ±%     |
| ---- | --------- | ------ |
| 1895 | 232,305   | —      |
| 1900 | 232,389   | +0.0%  |
| 1910 | 244,663   | +5.3%  |
| 1921 | 220,231   | −10.0% |
| 1930 | 234,058   | +6.3%  |
| 1940 | 244,737   | +4.6%  |
| 1950 | 286,238   | +17.0% |
| 1960 | 355,045   | +24.0% |
| 1970 | 485,523   | +36.7% |
| 1980 | 739,605   | +52.3% |
| 1990 | 1,051,235 | +42.1% |
| 1995 | 1,250,476 | +19.0% |
| 2000 | 1,404,306 | +12.3% |
| 2005 | 1,598,139 | +13.8% |
| 2010 | 1,827,937 | +14.4% |
| 2015 | 2,038,372 | +11.5% |
| 2020 | 2,368,467 | +16.2% |